# Coron (île)
Pour les articles homonymes, voir Coron.
Coron est la troisième plus grande île des Calamian dans le nord de la province de Palawan aux Philippines.

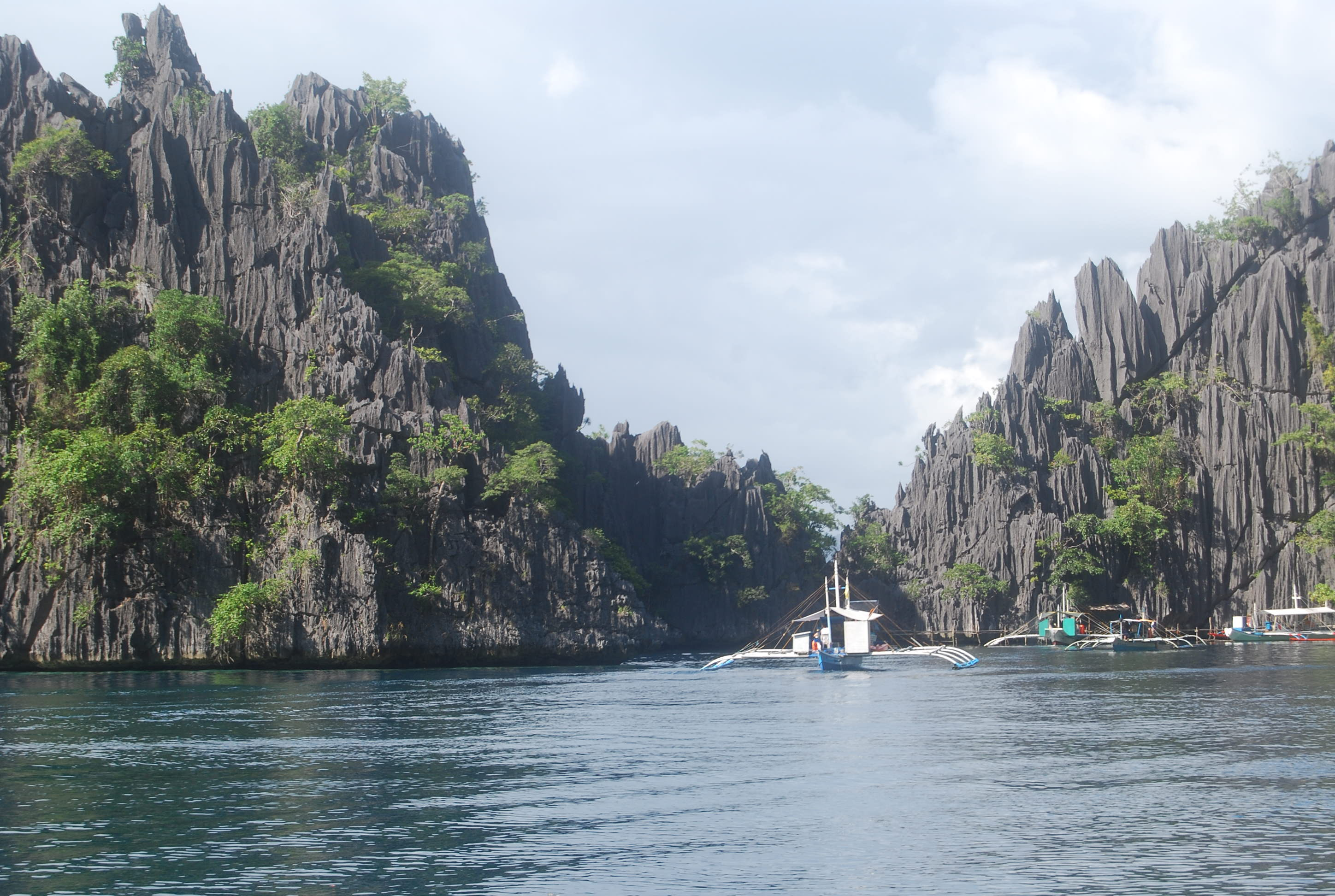
Île Coron

L'île se trouve en mer de Sulu, a une superficie de 71 km2 et comprend 2 500 habitants partagés en deux barangays, lesquels sont rattachés à la municipalité de Coron dont le chef-lieu est situé sur l'île voisine de Busuanga. L'île fait partie des terres ancestrales des populations autochtones Tagbanwa. La zone autour de l'île a des formations rocheuses qui offrent d'excellentes possibilités pour la plongée avec une visibilité sous l'eau allant jusqu'à 24 mètres. Les épaves japonaises coulées pendant la Seconde Guerre mondiale attirent de nombreux plongeurs. En raison de ses caractéristiques écologiques uniques, elle est entièrement protégée par la loi de 1967 créant la réserve nationale.